# 男の絶唱
「男の絶唱」（おとこのぜっしょう）は、2017年3月7日に発売された氷川きよしの31枚目のシングル。

## 概要
- CD、カセット共3タイプで発売。A、B、Cタイプでそれぞれ収録曲が異なる。

- 当初はA-Cタイプのみの販売であったが、2017年9月5日には、D-Fタイプも発売されている[2]

- 売上では、2016年の「みれん心」に続き10万枚突破となった。
- 第50回日本有線大賞　受賞

## 収録曲

### Aタイプ
出典→
1. 男の絶唱　[4:52]
  - 作詩：原文彦／作曲：宮下健治／編曲：丸山雅仁
2. 片惚れとんび　[4:32]
  - 作詞：朝倉翔／作曲：桧原さとし／編曲：丸山雅仁
3. 男の絶唱 (オリジナル・カラオケ)　[4:52]
4. 片惚れとんび (オリジナル・カラオケ)　[4:32]
5. 男の絶唱 (半音下げオリジナル・カラオケ)　[4:52]
6. 男の絶唱 (半音下げオリジナル・カラオケ ガイドメロディ入り)　[4:52]
7. 片惚れとんび (半音下げオリジナル・カラオケ)　[4:31]
8. 男の絶唱 (2コーラスオリジナル・カラオケ)　[3:23]
9. 男の絶唱 (半音下げ2コーラスオリジナル・カラオケ)　[3:21]

### Bタイプ
出典→
1. 男の絶唱　[4:52]
  - 作詞：原文彦／作曲：宮下健治／編曲：丸山雅仁
2. そこまで春が…　[4:32]
  - 作詩・作曲 : 伊藤薫／編曲：若草恵
3. 男の絶唱 (オリジナル・カラオケ)　[4:52]
4. そこまで春が… (オリジナル・カラオケ)　[4:32]
5. 男の絶唱 (半音下げオリジナル・カラオケ)　[4:52]
6. 男の絶唱 (半音下げオリジナル・カラオケ ガイドメロディ入り)　[4:52]
7. そこまで春が… (半音下げオリジナル・カラオケ)　[4:33]
8. 男の絶唱 (2コーラスオリジナル・カラオケ)　[3:23]
9. 男の絶唱 (半音下げ2コーラスオリジナル・カラオケ)　[3:21]

### Cタイプ
出典→
1. 男の絶唱　[4:52]
  - 作詩：原文彦／作曲：宮下健治／編曲：丸山雅仁
2. 美(ちゅ)ら旅　[4:27]
  - 作詩・作曲 : 永井龍雲／編曲：丸山雅仁
3. 男の絶唱 (オリジナル・カラオケ)　[4:52]
4. 美ら旅 (オリジナル・カラオケ)　[4:27]
5. 男の絶唱 (半音下げオリジナル・カラオケ)　[4:52]
6. 男の絶唱 (半音下げオリジナル・カラオケ ガイドメロディ入り)　[4:52]
7. 美ら旅 (半音下げオリジナル・カラオケ)　[4:27]
8. 男の絶唱 (2コーラスオリジナル・カラオケ)　[3:23]
9. 男の絶唱 (半音下げ2コーラスオリジナル・カラオケ)　[3:21]

### Dタイプ
出典→
1. 男の絶唱　[4:52]
  - 作詩：原文彦／作曲：宮下健治／編曲：丸山雅仁
2. 酒場のひとりごと　[4:36]
  - 作詩：かず翼／作曲：桧原さとし／編曲：石倉重信
3. 男の絶唱 (オリジナル・カラオケ)　[4:52]
4. 酒場のひとりごと (オリジナル・カラオケ)　[4:36]
5. 男の絶唱 (半音下げオリジナル・カラオケ)　[4:52]
6. 男の絶唱 (半音下げオリジナル・カラオケ ガイドメロ入り)　[4:52]
7. 酒場のひとりごと (半音下げオリジナル・カラオケ)　[4:35]
8. 男の絶唱 (2コーラスオリジナル・カラオケ)　[3:23]
9. 男の絶唱 (半音下げ2コーラスオリジナル・カラオケ)　[3:21]

### Eタイプ
出典→
1. 男の絶唱　[4:52]
  - 作詩：原文彦／作曲：宮下健治／編曲：丸山雅仁
2. 芝浜恋女房　[4:22]
  - 作詞：朝倉翔／作曲：宮下健治／編曲：前田俊明
3. 男の絶唱 (オリジナル・カラオケ)　[4:52]
4. 芝浜恋女房 (オリジナル・カラオケ)　[4:22]
5. 男の絶唱 (半音下げオリジナル・カラオケ)　[4:52]
6. 男の絶唱 (半音下げオリジナル・カラオケ ガイドメロ入り)　[4:52]
7. 芝浜恋女房 (半音下げオリジナル・カラオケ)　[4:22]
8. 男の絶唱 (2コーラスオリジナル・カラオケ)　[3:23]
9. 男の絶唱 (半音下げ2コーラスオリジナル・カラオケ)　[3:21]

### Fタイプ
出典→
1. 男の絶唱　[4:52]
  - 作詩：原文彦／作曲：宮下健治／編曲：丸山雅仁
2. 片恋のサルサ　[3:51]
  - 作詩・作曲 : 伊藤薫／編曲 :  丸山雅仁
3. 男の絶唱 (オリジナル・カラオケ)　[4:52]
4. 片恋のサルサ (オリジナル・カラオケ)　[3:51]
5. 男の絶唱 (半音下げオリジナル・カラオケ)　[4:52]
6. 男の絶唱 (半音下げオリジナル・カラオケ ガイドメロ入り)　[4:52]
7. 片恋のサルサ (半音下げオリジナル・カラオケ)　[3:51]
8. 男の絶唱 (2コーラスオリジナル・カラオケ)　[3:23]
9. 男の絶唱 (半音下げ2コーラスオリジナル・カラオケ)　[3:21]

## 収録アルバム
- 新・演歌名曲コレクション5 -男の絶唱-